# Nuno Dias
Nuno Manuel Gonçalves Dias (Cascais, 27 de Março de 1978) é um karateca português. É atleta de competição e praticante do estilo shukokai. Actualmente representa o Clube Nacional de Ginástica da Parede (CNG). Já representou Portugal em várias provas internacionais e está ao serviço das selecções nacionais há 14 anos. Conta no seu palmarés com quatro títulos mundiais de karate shukokai e várias medalhas conquistadas nas principais provas do circuito mundial.

## Principais marcos na carreira
- 1997 * Campeão Nacional Sénior -70 kg, participação no campeonato da Europa em Tenerife, Espanha (1ª internacionalização no escalão absoluto)
- 1998 * Campeão Nacional Sénior e Júnior na categoria -75 kg, sagrou-se pela primeira vez campeão mundial de  karate shukokai, África do Sul
- 2002 * Venceu 5 combates em Open, no Mundial de Madrid, Espanha, e perdeu no 6º combate, final da poule. Consagrou-se, em Inglaterra, tricampeão mundial de karate shukokai, depois de ter vencido na Alemanha em 2000.
- 2005 * Medalha de ouro na Taça Internacional Mohammed VI, Marrocos. Alcança o 5º lugar em +80 kg no Campeonato da Europa em Tenerife, Espanha.  Alcança ainda o 5º lugar        no Open de Paris ( torneio mais prestigiado do mundo).
- 2007 * Medalha de prata no Open de Arles - Marselha. Classifica-se novamente em 5º lugar mas em Open, no Campeonato da Europa em Bratislava, Eslováquia.
- 2008 * Medalha de prata no Open da Alemanha (Golden League). Medalha de Prata no Open de Paris. Nono lugar em Open, no Campeonato do Mundo em Tóquio, Japão.
- 2009 * Medalha de bronze no Open de Itália (Golden League). Sétimo lugar em +84 kg no Campeonato da Europa na Croácia.
- 2010 * Medalha de bronze no Open de Paris em +84 kg. Quinto lugar no Europeu da Grécia em +84 kg

### Curiosidades
- 13 Títulos de Campeão Nacional (-70 kg, -75 kg, +80 kg, +84Kg e Open)
- 3 Vezes vice-campeão Nacional (-60 kg, +80 kg)
- 4 Títulos de Campeão Mundial de  shukokai (1998 África do Sul/2000 Alemanha/2002 Inglaterra/2004 África do Sul)
- 3 Vezes vice-campeão Mundial de shukokai (2006 Finlândia/2008 Suíça/2010 Portugal)
- 4 Vezes Vencedor da Taça de Portugal
- Medalha de mérito desportivo atribuída pela Câmara Municipal de Cascais
- Medalha de mérito desportivo atribuído pela Junta de Freguesia da Parede
- Atleta do Ano de 2006 em Cascais – Prémio atribuído pelos Jornalistas
- Prémio "Personalidade do Ano" 2005 atribuído pela Confederação de Desporto Portugal
- Patrocinado pela Operação Principal, Class A